# Żuczki (obwód grodzieński)
Żuczki (biał. Жучкі, Żuczki; ros. Жучки, Żuczki) – wieś na Białorusi, w obwodzie grodzieńskim, w rejonie lidzkim, w sielsowiecie Honczary, przy drodze magistralnej M11.

## Historia
W XIX i w początkach XX w. położone były w Rosji, w guberni wileńskiej, w powiecie lidzkim, w gminie Gonczary. Własność m.in. księcia Witgensteina.
W dwudziestoleciu międzywojennym leżały w Polsce, w województwie nowogródzkim, w powiecie lidzkim, do 11 kwietnia 1929 w gminie Honczary, następnie w gminie Bielica. W 1921 miejscowość liczyła 156 mieszkańców, zamieszkałych w 29 budynkach, wyłącznie Polaków. 85 mieszkańców było wyznania rzymskokatolickiego i 71 prawosławnego.
Po II wojnie światowej w granicach Związku Sowieckiego. Od 1991 w niepodległej Białorusi.